# Rhopalon

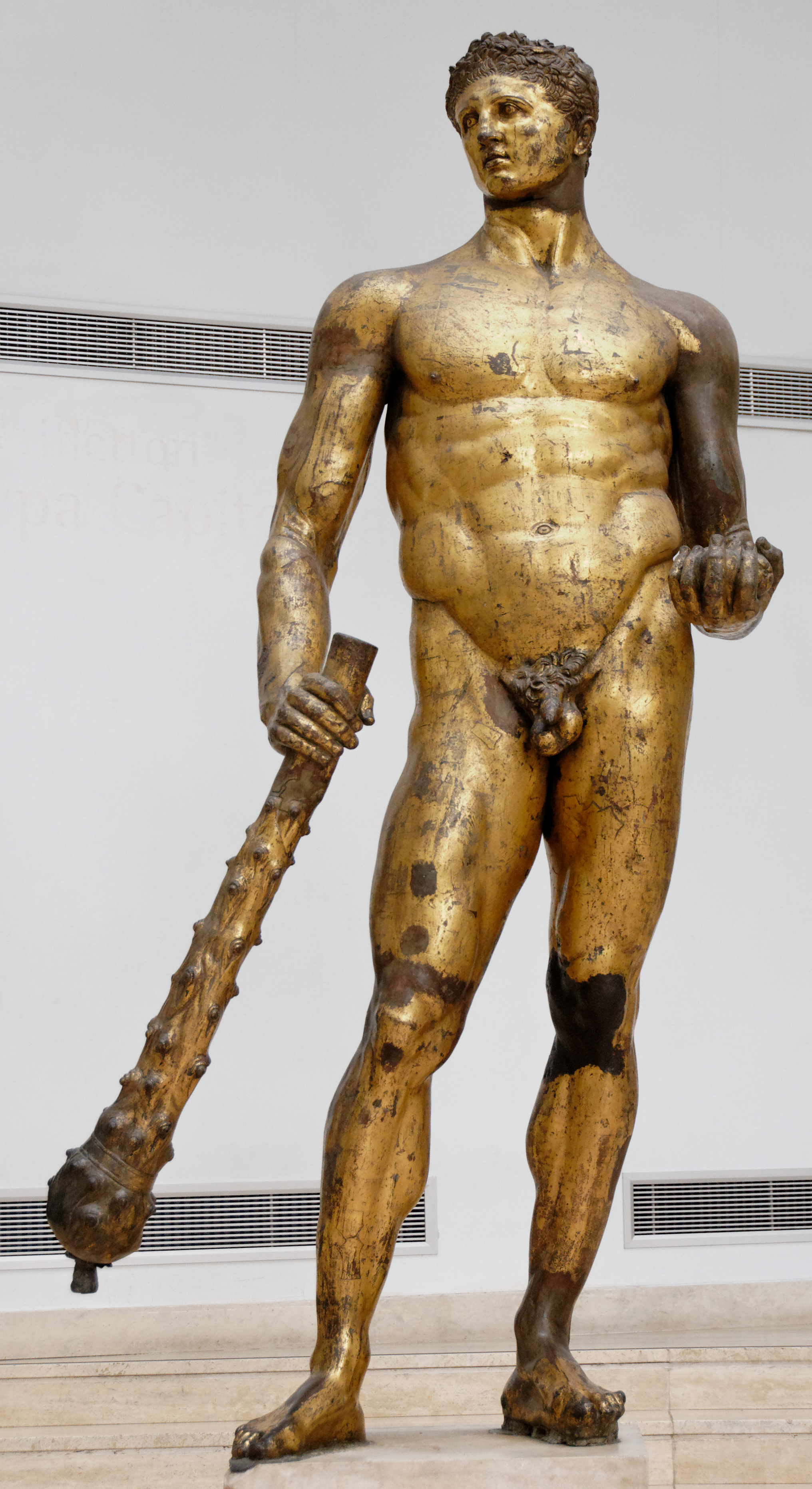
Rhopalon: Herakles Statue mit Keule, vergoldete Bronze, römisches Werk, 2. Jahrh. v. Chr., Konservatorenpalast

Rhopalon (gr. ῥόπαλον) bezeichnete in der altgriechischen Sprache eine Keule. Diese konnte sowohl aus Holz (gr. ῥόπαλον ξύλων = Holzkeule) als auch aus Eisen (gr. ῥόπαλον παγχάλκεον = Streitkolben) bestehen. Insbesondere die Keule des Herakles, die er selbst geschnitzt hatte, wurde als Rhopalon bezeichnet. Später bezeichnete man auch Abbilder und Plastiken des Herakles als Rhopalen.